# Ferran Eiximenis d'Arenós

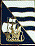
Escut Ferrando Eximénez d'Arenós

Ferran Eiximenis d'Arenós o Ferrando Eximénez d'Arenós (s. XIII-s. XIV) va ser un noble valencià del llinatge d'origen aragonès dels Arenós. Era fill de Blasco Eximénez d'Arenós i d'Alda Ferrandis Aba-Omahet, filla de Zayd Abu Zayd. Es casà amb la princesa Teodora, membre de la família imperial romana d'Orient.

## Biografia
El 6 de maig del 1301 vengué les seves possessions de Villamalur, Ayódar i Torralba i el 1303 s'uní a la Companyia Catalana d'Orient de Roger de Flor. Al servei de la Companyia Catalana d'Orient l'abandonà a causa de dissensions amb Roger de Flor l'hivern de 1303 i passà al servei del duc d'Atenes, Guiu II de la Roche. Reincorporat a la Companyia com a capità almogàver va obtenir una gran victòria al setge de Màditos el 1306. Com a capità almogàver, durant la rivalitat pel lideratge de la Companyia entre Berenguer d'Entença i Bernat de Rocafort, va alinear-se amb el primer, i després de la seua mort, va fugir a Constantinoble, on li fou concedida la dignitat de megaduc i es casà amb Teodora, princesa de la família imperial. Altres fonts el donen casat amb Maria Assèn de Constantinoble.